# Antôn Diêu Thuận
Antôn Diêu Thuận (tiếng Trung:姚顺, tiếng Anh:Antonio Yao Shun, sinh năm 1965) là một giám mục người Trung Quốc của Giáo hội Công giáo Rôma. Ông hiện đảm trách vai trò Giám mục chính toà Giáo phận Tập Ninh. Ông là giám mục đầu tiên được truyền chức giám mục sau thoả thuận giữa Toà Thánh Vatican và chính quyền Trung Quốc. Khẩu hiệu của ông là: "Misericordes sicut pater" - Hãy có lòng thương xót như Chúa Cha.

## Tiểu sử
Giám mục Diêu sinh tại Ulanqab vào tháng 12 năm 1965. Ông được thụ phong linh mục vào năm 1991, sau khi hoàn thành việc học tại chủng viện quốc gia Bắc Kinh. Từ năm 1994 đến 1998, linh mục Diêu Thuận du học tại Hoa Kỳ, theo đuổi chuyên ngành phụng vụ và trải qua một thời gian Ở Jerusalem và nghiên cứu về Kinh Thánh.
Trong những năm 1990, linh mục Diên Thuận giảng dạy tại chủng viện quốc gia và là linh hướng. Linh mục Diêu Thuận làm việc trong uỷ ban Phụng vụ, trực thuộc Hiệp hội Yêu nước và Hội đồng Giám mục Trung Quốc, từ năm 1998 đến 2004 với tư cách là thư ký, và từ năm 2004 trên cương vị Phó giám đốc.
Người tiền nhiệm của ông là giám mục Gioan Lưu Thế Công qua đời vào năm 2017. Kể từ đó, giáo phận đã bị trống tòa.
Toà Thánh đã bổ nhiệm linh mục Diêu Thuận làm giám mục từ năm 2010, tuy vậy mãi cho đến tháng 8 năm 2019, ông mới được cử hành nghi thức tấn phong giám mục. Việc tấn phong cho tân giám mục biến giám mục Diêu trở thành giám mục đầu tiên tấn phong sau thoả thuận Vatican - Toà Thánh. Chủ phong nghi thức truyền chức là Tổng giám mục Phaolô Mạnh Thanh Lộc, Tổng giám mục Tổng giáo phận Tuy Viễn. Ba vị phụ phong gồm có giám mục Hạt phủ doãn Tông Toà Lâm Đông Mátthia Đỗ Giang, giám mục giáo phận Ninh Hạ Giuse Lý Tinh và tổng giám mục Phaolô Mạnh Ninh Hữu, Tổng giám mục Tổng giáo phận Thái Nguyên.